# 몰디브의 경제
몰디브의 경제는 관광업, 어업, 해운업에 기반을 두고 있다.
고대 몰디브는 양조장, 코이어 로프, 말린 참치, 용연향, 바다야자나무로 유명했다. 국내외 무역선들이 이 제품들을 몰디브에 실어 해외로 운반하곤 했다.
관광업은 몰디브에서 가장 큰 산업으로 GDP의 28%, 몰디브 외환 수입의 60% 이상을 차지한다. 1980년대에는 265%, 1990년대에는 115%의 성장률을 보였다. 정부 세수의 90% 이상이 수입세와 관광 관련 세금으로 유입된다.
어업은 몰디브에서 두 번째로 선도적인 분야이다. 1989년 정부의 경제 개혁 프로그램은 수입 쿼터를 해제하고 일부 수출을 민간 부문에 개방했다. 이어 외국인투자가 늘어날 수 있도록 규제를 자유화했다.
농업과 제조업은 경작 가능한 토지의 제한된 가용성과 국내 노동력의 부족으로 인해 경제에서 작은 역할을 한다. 대부분의 주요 식품은 수입품이다.
몰디브의 산업은 주로 의류 생산, 보트 제작, 수공예로 이루어져 있다. 몰디브 당국은 저지대 국가의 침식과 지구 온난화의 영향을 우려하고 있다.
몰디브에 있는 1,190개의 섬들 중, 198개 만이 사람이 살고 있다. 인구가 전국에 흩어져 있고 가장 집중된 곳은 수도 말레다. 마실 수 있는 물과 경작지에 대한 제한과 추가적인 혼잡의 어려움은 말레 지역의 가정들이 직면하는 문제들 중 일부이다.
몰디브의 인프라 개발은 주로 관광산업과 3차 산업, 교통, 유통, 부동산, 건설, 정부에 의해 좌우된다. 관광업에 대한 세금은 사회기반시설에 투입되어 농업분야의 기술향상을 위해 사용된다.

## 부문

### 관광업
관광업은 몰디브에서 가장 큰 경제 산업으로 외환 수입과 고용에 중요한 역할을 한다. 몰디브의 군도는 섬나라를 방문하는 많은 관광객들의 주요 매력 원천이다.
특히 기후 변화에 취약하다. 기후 변화에 가장 큰 영향을 받을 것으로 예상되는 섬 국가 중 하나이기 때문에, 해수면 상승과 그에 따른 극단적인 날씨 증가, 해안 홍수, 산호 표백은 많은 관광객들을 몰디브로 데려오는 자연 관광 명소에 해를 끼친다.

### 어업
어업은 몰디브의 두 번째 주요 산업이다. 마우문 압둘 가윰 전 대통령의 말에 따르면, "낚시는 우리 나라의 생명선이며, 타고난 것이다. 우리가 살고 있는 토양에서부터 우리 주변의 바다까지, 그것은 우리 존재의 필수적인 부분으로 남아 있다. 어업, 그리고 우리나라와 국민들은 하나이며 영원히 뗄 수 없는 존재로 남을 것이다." 몰디브에는 풍부한 수생 생물과 어종이 있다. 흔한 것은 참치, 그루퍼, 만새기, 바라쿠다, 참치방어, 전갱이, 얼게돔 등이다. 몰디브에서 낚시는 경제에 필수적인 것 외에도 지역 주민들뿐만 아니라 관광객들에게도 인기 있는 여가 활동이다. 이 섬에는 이러한 활동을 위한 수많은 낚시 리조트가 있다.

### 산업
산업은 GDP의 약 7%를 차지한다. 전통적인 산업은 보트 건설과 수공예로 구성되어 있는 반면, 현대 산업은 몇몇 참치 통조림 공장, 5개의 의류 공장, 병 공장, 그리고 PVC 파이프, 비누, 가구 및 식품을 생산하는 수도의 몇몇 기업들로 제한된다. 몰디브에는 특허법이 없다.

### 해운업
1990년대 초, 말레 항구는 인프라 업그레이드를 위해 지정된 아시아 개발 은행(ADB)으로부터 1000만 파운드 이상의 대출을 받았다. ADB는 1991년부터 2011년까지 대출로 인해 항만 연간 화물톤 처리량이 273,000개에 달했다고 언급했다. 2011년 이 숫자는 100만 명에 도달했다. ADB는 항만당국 직원들의 효율성 향상을 위한 교육도 실시했다. ADB와 몰디브 정부는 합동 보고서를 통해 "1991년에는 10일 정도 소요되던 것이 1997년에는 3.8일 만에, 2014년에는 2.6일 만에 완료되었다"고 밝혔다.

## 환경 문제
산호채광(건물과 보석 제조에 사용), 모래 준설, 고형 폐기물 오염, 보트 기름 유출 등으로 산호초와 해양생물에 대한 우려가 커지고 있다. 모래와 산호의 채굴은 한때 몇몇 중요한 섬들을 보호했던 천연 산호초를 파괴했고, 지금은 바다의 침식 효과에 매우 취약하게 만들었다. 열로 인한 대형 산호층 파괴도 우려가 커지고 있다.
1987년 4월, 만조 현상이 몰디브를 휩쓸면서 말레와 인근 섬들이 물에 잠기면서 몰디브 당국은 지구 기후 변화를 심각하게 받아들였다. 2003년 INQUIRA는 몰디브의 실제 해수면이 1970년대에 낮아졌다는 사실을 밝혀냈고 다음 세기에는 거의 변화가 없을 것이라고 예측했다. 이 섬에서 시행되고 있는 의심스러운 상어잡이 관행에 대한 우려도 있다. 상어 낚시는 법으로 금지되어 있지만, 이러한 법은 시행되지 않다. 상어의 개체수는 최근 급격히 감소했다.
인도양 북부 상공에 대기권을 맴도는 아시아산 갈색구름도 고민거리다. 연구에 따르면 이 구름의 일조량은 감소하고 산성비는 증가한다고 한다.

## 에너지
몰디브의 전기는 역사적으로 전적으로 디젤 발전기로부터 오는 반면, 높은 연료비를 피하기 위해 태양광 발전기가 점점 더 채택되고 있다. 디드후피놀후 리조트는 최대 수요를 공급할 수 있는 678kW의 세계 최대의 해양 부유식 태양광 발전소를 보유하고 있다고 주장한다. 인도네시아 환경부는 수입 경유에 대한 보조금을 줄이고 저탄소 에너지 자립을 촉진하기 위해 태양전지-디젤 하이브리드 시스템을 외딴 섬 전역에 배치했다.